# ماهندرای نپال
ماهِندرای نپال با نام کامل ماهِندرا بیر بیکرام شاه دِو (به نپالی: महेन्द्र वीर विक्रम शाह) (به انگلیسی: Mahendra Bir Bikram Shah Dev) (۱۱ ژوئن ۱۹۲۰ – ۳۱ ژانویه ۱۹۷۲) از سال ۱۹۵۵ تا زمان مرگ پادشاه نپال بود. او در سال ۱۹۴۰ با ایندرا راجیا لاکشمی دِوی ازدواج کرد و از این ازدواج صاحب سه فرزند پسر و سه فرزند دختر شد. ایندرا در سال ۱۹۵۲، پیش از رسیدن ماهندرا به سلطنت درگذشت. ماهندرا بعداً با خواهر کوچک‌تر ایندرا، راتنا راجیا لاکشمی دوی ازدواج کرد.
ماهندرا در حین سفری برای شکار دچار حمله قلبی شد و در کاخ سلطنتی در باراتپور درگذشت. ماهندرا دریافت‌کننده نشان‌هایی همچون نشان پهلوی و صلیب بزرگ لژیون دونور بود.